# Leon Laurysiewicz
Leon Laurysiewicz (ur. 21 marca 1798 w Peresołowicach, zm. 18 czerwca 1854 w Krakowie) – polski naukowiec i ksiądz greckokatolicki, teolog i filozof rektor Uniwersytetu Jagiellońskiego i prezes Towarzystwa Naukowego Krakowskiego.

## Życiorys
Urodził się w Peresołowicach w ówczesnej guberni lubelskiej. Był synem kapłana unickiego, kanonika katedry unickiej w Chełmie Nikolausa Laurysiewicza. W 1823 przyjął święcenia kapłańskie w obrządku greckokatolickim. Studiował w Warszawie na tamtejszym Uniwersytecie
Od 1825 proboszczem parafii św. Norberta w Krakowie.
W 1833 objął katedrę religii, pedagogiki i języka greckiego na Wydziale Filozoficznym UJ jako zastępca profesora. Uzyskał stopień doktora teologii. Od 1835 pracował już jako profesor i wykładał teologię pastoralną, wymowę kaznodziejską, katechetykę i dydaktykę oraz prowadził zajęcia dla głuchoniemych (w latach 1842-1848). Kilkukrotnie pełnił funkcję dziekana Wydziału Filozoficznego, a w latach 1843-1845 był rektorem Uniwersytetu Jagiellońskiego i prezesem Towarzystwa Naukowego Krakowskiego.
Zmarł w 1854 w Krakowie, pochowany został na cmentarzu Rakowickim.